# Мчать козаки (мініальбом)
Мчать козаки — другий мініальбом українського фолк-метал гурту Тінь Сонця, який вийшов 14 жовтня 2019.

## Про альбом
Гурт презентував мініальбом на своїй сторінці у Facebook 14 жовтня 2019 та супроводили його таким повідомленням:
«Побратими та посестри! Усіх вітаємо з Днем захисника України, Покровою та 77-ю річницею створення Української Повстанської Армії!»
Сам мініальбом передує їх повноформатному альбому «На небесних конях», куди також увійдуть пісні з цього мініальбому, але з тою відмінністю, що композиція «Ринок у Кафі» у повноформатному альбомі має назву «Невільничий ринок у Кафі». Після релізу команда вирушила у тур Україною, що мав назву «Палає степ» та тривав з 25 жовтня по 1 грудня 2019 і охоплював 18 міст.

## Список композицій
| Стандартне видання | Стандартне видання | Стандартне видання | Стандартне видання | Стандартне видання |
| #                  | Назва              | Автор слів         | Автор музики       | Тривалість         |
| ------------------ | ------------------ | ------------------ | ------------------ | ------------------ |
| 1.                 | «Мчать козаки»     | Живосил Лютич      | Живосил Лютич      | 4:36               |
| 2.                 | «Вітер з Січі»     | Сергій Василюк     | Сергій Василюк     | 3:41               |
| 3.                 | «Ринок у Кафі»     |                    | Гнат Хоткевич      | 5:49               |
| 4.                 | «Тримайся, козак!» | Жаклін Літава      | Сергій Василюк     | 3:11               |
| 17:17              |                    |                    |                    |                    |

## Учасники запису
У записі мініальбому взяли участь:
| - Сергій Василюк — вокал, бас-гітара - Антон Которович — гітара - Владислав Ваколюк — бандура - Юрій Іщенко — барабани | - Станіслав «Stas Red» Семілєтов — аранжування, зведення, запис - Володимир Приходько — запис |